# دردار كبير الثمار
دردار كبير الثمار (الاسم العلمي: Ulmus macrocarpa) هو نوع نباتي يتبع جنس الدردار من فصيلة الدردارية.

## الموئل والانتشار
موطنه أقصى شرق آسيا باستثناء اليابان.